# Сенадор-Жозе-Порфириу

Сенадор-Жозе-Порфириу на карте штата.

Сенадор-Жозе-Порфириу (порт. Senador José Porfírio) — муниципалитет в Бразилии, входит в штат Пара. Составная часть мезорегиона Юго-запад штата Пара. Входит в экономико-статистический микрорегион Алтамира. Население составляет 13 045 человек на 2010 год. Занимает площадь 14 419,920 км². Плотность населения — 0,9 чел./км².

## История
Город основан в 1961 году.

## Демография
Согласно сведениям, собранным в ходе переписи 2010 г. Национальным институтом географии и статистики (IBGE), население муниципалитета составляет:
| Полное население                               | Полное население                               | Полное население                               | Полное население                               | 13 045 |
| ---------------------------------------------- | ---------------------------------------------- | ---------------------------------------------- | ---------------------------------------------- | ------ |
| в том числе:                                   | Городское население                            | 6470                                           | Процент городского населения, %                | 49,60  |
|                                                | Сельское население                             | 6575                                           | Процент сельского населения, %                 | 50,40  |
|                                                | Мужское население                              | 6995                                           | Процент мужского населения, %                  | 53,62  |
|                                                | Женское население                              | 6050                                           | Процент женского населения, %                  | 46,38  |
| Плотность населения, чел/км²                   | Плотность населения, чел/км²                   | Плотность населения, чел/км²                   | Плотность населения, чел/км²                   | 0,90   |
| Население муниципалитета в % к населению штата | Население муниципалитета в % к населению штата | Население муниципалитета в % к населению штата | Население муниципалитета в % к населению штата | 0,17   |

По данным оценки 2015 года, население муниципалитета составляет 11 827 жителей.

## Статистика
- Валовой внутренний продукт на 2003 год составляет 36 628 302,00 реалов (данные: Бразильский институт географии и статистики).
- Валовой внутренний продукт на душу населения на 2003 год составляет 2866,51 реалов (данные: Бразильский институт географии и статистики).
- Индекс развития человеческого потенциала на 2000 год составляет 0,638 (данные: Программа развития ООН).

## Важнейшие населенные пункты
| № | Населённый пункт      | Населённый пункт (порт.) | Категория         | Население чел. (2010) | На карте                       |
| - | --------------------- | ------------------------ | ----------------- | --------------------- | ------------------------------ |
| 1 | Сенадор-Жозе-Порфириу | Senador José Porfírio    | город             | 6470                  | 2°35′25″ ю. ш. 51°56′58″ з. д. |
| 2 | Вила-Нова             | Vila Nova                | поселок           | 451                   | 2°52′33″ ю. ш. 51°53′36″ з. д. |
| 3 | Гаримпу-Ресака        | Garimpo Ressaca          | поселок           | 374                   | 3°34′29″ ю. ш. 51°56′13″ з. д. |
| 4 | Илья-да-Фазенда       | Ilha da Fazenda          | поселок           | 207                   | 3°33′54″ ю. ш. 51°55′30″ з. д. |
| 5 | Бакажа                | Bacajá                   | индейская деревня | 187                   | 4°54′49″ ю. ш. 51°25′46″ з. д. |
| 6 | Гаримпу-ду-Галу       | Garimpo do Galo          | поселок           | 181                   | 3°34′50″ ю. ш. 51°55′17″ з. д. |
| 7 | Гаримпу-Итата         | Garimpo Itatá            | поселок           | 111                   | 3°38′42″ ю. ш. 51°53′28″ з. д. |
| 8 | Майя                  | Maia                     | индейская деревня | 111                   | 3°36′13″ ю. ш. 51°39′30″ з. д. |
| 9 | Серрария-Побрас       | Serraria Porbrás         | поселок           | 49                    | 2°36′25″ ю. ш. 51°56′50″ з. д. |